# Льяванту
Льяванту (Llavantu — старое местное название) или Леванто (Levanto — современное название) — город в провинции Чачапояс, Перу. Население менее 1000 человек.

## История города
В местности, приведенной к миру в начале 1536 года, Алонсо де Альварадо основал город Сан-Хуан-де-ла-Фронтера-де-лос-Чачапояс (San Juan de la Frontera de los Chachapoyas), при содействии Хуана Переса де Гевара (Juan Pérez de Guevara), Луис де Валера (Luis de Valera — отец историка Бласа Валера) и Руй Барба Кабеса де Вака (Ruy Barba Cabeza de Vaca). Сразу после основания города Писарро запросил оказать помощь в защите Лимы, окруженной полководцами Манко Инки. После столкновений писарристов и альмагристы, Альварадо увидел, что город придётся возводить вновь, в месте, известном как принадлежащее ванкам (de los huancas).
Торжественный акт основания города состоялся 5 сентября 1538 года. В тот же день были назначены члены первого Муниципалитета: включавшего, помимо прочих, Гомеса де Альварадо (Gómez de Alvarado), Алонсо де Чавеса (Alonso de Chávez), Гонсало де Трухильо (Gonzalo de Trujillo), Гонсало де Гусмана (Gonzalo de Guzmán) и Луиса де Валера (Luis de Valera). Поддерживалась связь с местными кураками. Курака Ваман (Huaman) признавался конкистадорами, как атункурака (hatuncuraca) или главный курака чачапойцев, вплоть до его смерти в 1551 году.
В год основания была возведена первая церковь, её первым священником стал Эрнандо Гутьерес Паласиос (Hernando Gutiérrez Palacios). Позже были возведены церкви Святой Анны (Santa Ana), Святого Лазаря (San Lázaro) и Иисуса Христа Бургосского. Также учреждены три монастыря: Святого Франциска (San Francisco), Мерседариев (La Merced) и монахов Бетлемитов (de los Bethlemitas).
В 1785 году в городе Леванто проживало 644 человека, из них: 1 священник, 618 индейцев, 25 метисов.

## Известные жители
- Блас Валера — выдающийся перуанский историк и религиозный деятель XVI века. Автор первого в Перу Катехизиса на языке кечуа и аймара, а также фундаментальных работ по истории Инков.